# Guillaume Mermilliod
Guillaume Mermilliod est un homme politique français né le 13 juillet 1802 à Paris où il est décédé le 24 juin 1844.
Fils d'un officier supérieur, il est avocat en 1823. Il collabore à la gazette constitutionnelle des cultes, et devient copropriétaire de la gazette des tribunaux. Il est député de la Seine-Maritime de 1837 à 1844, siégeant dans la majorité soutenant les ministères de la Monarchie de Juillet.

## Sources
- « Guillaume Mermilliod », dans Adolphe Robert et Gaston Cougny, Dictionnaire des parlementaires français, Edgar Bourloton, 1889-1891 [détail de l’édition]